# Daniel Lomuto
Enrique Daniel Lomuto (* 14. Februar 1934 in Buenos Aires; † 28. März 1994) war ein argentinischer Bandoneonist, Bandleader, Arrangeur und Tangokomponist.

## Leben und Wirken
Lomuto entstammte einer Musikerfamilie. Sein Vater war der Pianist Enrique Lomuto, sein Großvater Víctor Lomuto Geiger. Er war der Neffe des Pianisten und Tangokomponisten Francisco Lomuto und des Gitarristen Víctor Dionisio Lomuto. Sein Lehrer war der Bandoneonist Federico Scorticati. Er selbst spielte Bandoneon in den Orchestern von Mario Demarco, Ricardo Malerba, Eduardo Rovira, Alfredo Gobbi und Florindo Sassone.
Zwischen 1956 und 1958 war er Bandleader und Arrangeur beim Orchester Ángel Vargas’ für Aufnahmen beim Label Victor und Auftritte bei Radio Belgrano. Als Leiter des Begleitorchesters und Arrangeur arbeitete er für Musiker wie Elsa Rivas, Carmen Duval, Aldo Campoamor, Alberto Morán, Reynaldo Martín, Ruth Durante, Armando Moreno, Jorge Casal, Oscar Larroca und Eladia Blázquez. 1967 unternahm er eine Japantournee mit den Los señores del tango. Eine zweite unternahm er als Bandoneonist und Arrangeur des Orchesters von Leopoldo Federico. Am 28. März 1994 beging er Suizid.

## Kompositionen
- Poema de abril (Text von Jorge Lomuto)
- Vuelve a mi lado (Text von Jorge Lomuto)
- Madrecita india (Text von Jorge Lomuto)
- Tu canción (Text von Ernesto Rondó)
- Sentido (Text von Jorge Caldara)
- Siempre el tango (Text von Reynaldo Martín)